# Leonardo Fabbri
Leonardo Fabbri, född 15 april 1997, är en italiensk friidrottare som tävlar i kulstötning.

## Karriär
Vid världsmästerskapen i friidrott 2023 tog han silver i kulstötning. Vid världsmästerskapen i friidrott inomhus 2024 tog han brons i samma disciplin.